# Eric (romanzo)
Eric (Faust Eric) è il nonromanzo fantasy comico dello scrittore britannico Terry Pratchett della serie del Mondo Disco e il quarto del Ciclo di Scuotivento.

## Trama
La tranquillità della cittadinanza dell'afosa Ankh-Morpork è guastata da un misterioso fenomeno, ossia grida, vento, e come un uomo che fugge. I Maghi dell'Università Invisibile convocano Morte, che rivela loro il responsabile, il mago Scuotivento, intrappolato nelle dimensioni sotterranee e con scarse probabilità di tornare.
Incredibilmente però Scuotivento ritorna nella dimensione del Mondo Disco, richiamato da un demonologo che si rivela essere in realtà Eric Thursley, tredicenne appassionato di arti oscure desideroso di richiamare un demone per poter esprimere tre desideri: diventare padrone del mondo, ottenere la donna più bella e la vita eterna. Scuotivento cerca di spiegare di non essere un demone ma non viene creduto, e inaspettatamente però lo schiocco delle sue dita funziona.
Nel frattempo, il re dei demoni Astfgl è furioso con il Duca Vassenego, che doveva occuparsi del promettente Thrusey, che poteva in futuro diventare un prezioso alleato. Scuotivento e il ragazzo si ritrovano intanto nella giunga di Klatch, rischiando di venire sacrificati dai sanguinari Tezuman, che credono Eric incarnazione del loro dio Quetzovercoatl, a cui addossano la colpa di tutti i mali che li affliggono. A raggiungerli è però il fedele Bagaglio di Scuotivento, che li trae in salvo. Ad un ulteriore schiocco delle dita si ritrovano nel passato, all'interno di un cavallo di legno durante la leggendaria e decennale guerra tra Efebe e Tsort, a causa della bellissima Eleanor. Qui aiutano il generale Lavaeolus a porre fine al conflitto. In seguito il mago e il ragazzo si ritrovano nel nulla, dove fanno conoscenza del Creatore, all'origine dell'universo del Mondo Disco.
Re Astfgl appare sempre più furioso, alla ricerca dei due, che paradossalmente compaiono alle porte dell'Inferno. Scoperti dal re, assistono all'attuazione del complotto di Vassanego: da quando Astfgl era diventato re, le abitudini dell'inferno erano passate dalle fiamme e torture fisiche, alla sobrietà e torture psicologiche come la noia. Il Duca "promuove" Astfgl alla carica di Presidente, liberandosi di lui destinandolo a compiti burocratici, ripristinando così il precedente status quo. Scuotivento ed Eric intanto guadagnano l'uscita dagli inferi.

## Citazioni
Il romanzo è principalmente una parodia del Dottor Faust, a partire dal titolo, e nel corso del volume sono presenti altri riferimenti:
- la popolazione dei Tezuman ricalca la civiltà azteca
- la divinità Quetzovercoatl richiama il dio azteco Quetzalcoatl e il nome gioca con il termine overcoat, "cappotto" in lingua inglese.
- la guerra tra Tsort ed Efebe si rifà al mito della Guerra di Troia narrata nell'Iliade e nell'Odissea
- il personaggio Lavaeolus, probabile antenato di Scuotivento, rappresenta Ulisse impegnato ad evitare comportamenti eroici ed inutili carneficine
- la descrizione dell'inferno riprende la Divina Commedia.

## Edizioni italiane
- Terry Pratchett, Eric, traduzione di Antonella Pieretti, Salani, 2006,  p. 151, ISBN 88-8451-678-1.
- Terry Pratchett, Eric, traduzione di Antonella Pieretti, TEA, 2009,  p. 151, ISBN 978-88-502-1840-0.